# Nordhalben
Nordhalben er en købstad (markt) i Landkreis Kronach i Regierungsbezirk Oberfranken i den tyske delstat Bayern.

## Geografi
Nordhalben ligger i Naturpark Frankenwald i Øvre Rodachtal ved Ködeldaldæmningen.

### Inddeling
Kommunen består ud over Nordhalben af landsbyerne:
| - Bahnhof - Buckenreuth - Grund - Heinersberg - Ködelberg - Krögelsmühle - Mauthaus | - Neumühle - Stengelshof - Stoffelsmühle - Thomasmühle - Wetthof |